# لويس كيلي
لويس كيلي (بالإنجليزية: Lewis Kelly)‏ هو لاعب كرة قدم أمريكية أمريكي، ولد في 21 أبريل 1977 في ليثونيا في الولايات المتحدة.

## وصلات خارجية
- لويس كيلي على موقع مرجع كرة القدم المحترفة.كوم (الإنجليزية)